# Amir Khan
Amir Iqbal Khan (født 8. december 1986 i Bolton, England) er en britisk-pakistansk professionel bokser, som blev den yngste britiske i boksning nogensinde til at vinde en medalje ved OL, da han deltog ved sommer OL 2004 i Athen.
Under sin professionelle karriere har Khan været verdensmester i letweltervægt og har også haft mindre vigtige bælter.
Han har bemærkelsesværdige sejre mod blandt andre danske Martin Kristjansen, Marco Antonio Barrera, Paulie Malignaggi, Zab Judah, Carlos Molina, Devon Alexander og Chris Algieri, mens han har tabt til store navne som Lamont Peterson, Danny García og Canelo Álvarez.